# Dainis Īvāns
Dainis Īvāns (ur. 25 września 1955 w Madonie) – łotewski dziennikarz i polityk, były przewodniczący Łotewskiej Socjaldemokratycznej Partii Robotniczej (2002–2005). 

## Życiorys
Po ukończeniu szkoły średniej w rodzinnej Madonie studiował do 1978 filologię na Uniwersytecie Łotewskim w Rydze. Pracował jako nauczyciel, później współpracownik naukowy Muzeum Teatralnego oraz wiceprezes Muzeum Literatury i Historii Sztuki im. Rainisa.
Od 1979 pisywał do prasy łotewskiej na temat teatru i literatury. W latach 1980–1984 pracował w telewizji państwowej, później również dla czasopism „Skola un Ģimene”, „Skolotāju Avīze” i „Literatūra un Māksla”.
W 1986 i 1987 zdobył popularność organizując protesty przeciwko budowie tamy hydroelektrycznej na Dźwinie. 
W 1988 znalazł się wśród założycieli Frontu Narodowego. Rok później wszedł w skład Rady Najwyższej ZSRR jako poseł reprezentujący Łotwę. W wyborach do Rady Najwyższej Łotewskiej SRR z kwietnia 1990 uzyskał mandat deputowanego, po czym wybrano go wiceprzewodniczącym Rady. Sprzeciwiał się przyjęciu radykalnej wersji o obywatelstwie łotewskim w 1991. Swój urząd sprawował do 1992 podając się do dymisji. 
W 1993 został przewodniczącym Rady Muzeum Frontu Narodowego. Dalej zajmował się dziennikarstwem, stając na czele działu kulturalnego „Neatkarīgā Cīņa”. Redagował pismo „Literatūra. Māksla. Mēs”, pracował również dla „Jaunajā Avīzē” oraz „Neatkarīgajā Rīta Avīzē”. Był gospodarzem jednego z programów w telewizji publicznej. 
W 1998 powrócił do polityki zostając członkiem Łotewskiej Socjaldemokratycznej Partii Robotniczej. W 2001 wybrano go do Rady Miejskiej w Rydze – przez cztery lata zasiadania w jej ławach pełnił funkcję przewodniczącego Komisji Kultury, Sztuki i Spraw Religijnych. 
Od 2002 do 2005 stał na czele zarządu Łotewskiej Socjaldemokratycznej Partii Robotniczej.

## Odznaczenia
- Medal Rady Bałtyckiej – 2009[2]